# Macrinius Regulus
Macrinius Regulus (sein Praenomen ist nicht bekannt) war ein im 2. Jahrhundert n. Chr. lebender Angehöriger des römischen Ritterstandes (Eques).
Durch ein Militärdiplom ist belegt, dass Regulus am 11. August 146 Präfekt der an der mittleren Donau stationierten Flotte (Classis Flavia Pannonica) war. Als seine Herkunft ist in dem Diplom Neviomagus angegeben.